# 제룡전기
제룡전기 주식회사는 서울시 광진구 아차산로 628에 본사를 둔 배전 변압기 기업이다.

## 사업
변압기, 개폐기, GIS(가스절연개폐장치) 제조 및 판매를 한다.

## 해외 수출
수출 비중은 2021년 25%에서 2023년 80%로 증가하였다.

## 같이 보기
- HD현대일렉트릭
- LS일렉트릭
- 일진전기
- 산일전기